# Timofane
Timofane, figlio di Timodemo o Timeneto e Demariste (in greco antico: Τιμοϕάνης?, Timophànes; Corinto, 411 a.C. circa – Corinto, 366/365 a.C.), è stato un politico greco antico, ucciso dal fratello Timoleonte per aver tentato di diventare tiranno della città.

## Biografia
Timofane, proveniente da una delle più illustri famiglie dell'oligarchia corinzia, era fratello del famoso Timoleonte.
Nel 367/366, Timofane comandò un esercito di 3 000 mercenari che aveva il compito di difendere l'istmo di Corinto di fronte ad un eventuale tentativo di invadere il Peloponneso: Timofane era a capo della cavalleria corinzia durante la battaglia contro gli Argivi ed i Cleonei, quando, in pericolo di vita venne salvato da Timoleonte, arruolato tra gli opliti.
In seguito Timofane decise di occupare con i suoi mercenari l'acropoli della città di Corinto, per poter imporre la sua tirannia sulla città. Timoleonte non approvava che il fratello diventasse il tiranno di Corinto, e, con l'appoggio dei mercenari, si oppose; la discussione si inasprì ed alla fine Timofane venne ucciso, tra il 366 e il 365, o direttamente per mano di Timoleonte, o in un tentativo di ribellione dopo essere stato arrestato.

## Timofane nella letteratura
Timofane appare nel Timoleonte di Vittorio Alfieri.